# Viola chelmea
Viola chelmea Boiss. – gatunek roślin z rodziny fiołkowatych (Violaceae). Występuje naturalnie w Grecji, choć niektóre źródła podają go również z Czarnogóry. 

## Morfologia
PokrójBylina dorastająca do 6–15 cm wysokości, tworzy kłącza.
LiścieBlaszka liściowa ma kształt od owalnego do okrągławego lub eliptycznego. Mierzy 0,7–3,5 cm długości oraz 0,6–3,3 cm szerokości, jest całobrzega lub piłkowana na brzegu, ma nasadę od ściętej do zbiegającej po ogonku i ostry lub tępy wierzchołek. Ogonek liściowy jest owłosiony i ma 3,5–13,5 cm długości. Przylistki są równowąsko lancetowate.
KwiatyPojedyncze, wyrastające z kątów pędów. Mają działki kielicha o równowąsko lancetowatym kształcie. Płatki są odwrotnie jajowate i mają żółtą barwę, dolny płatek mierzy 3-6 mm długości, z purpurowymi żyłkami, posiada obłą ostrogę o długości 1-2 mm.
OwoceTorebki mierzące 4-9 mm średnicy, o niemal kulistym kształcie.

## Biologia i ekologia
Rośnie na terenach skalistych. Występuje na wysokości od 500 do 2200 m n.p.m.